# Capparis humistrata
Capparis humistrata är en kaprisväxtart som först beskrevs av Ferdinand von Mueller, och fick sitt nu gällande namn av Ferdinand von Mueller. Capparis humistrata ingår i släktet Capparis och familjen kaprisväxter. Inga underarter finns listade i Catalogue of Life.